# ایوان شانهین
ایوان شانهین (اوکراینی: Іван Глібович Шангін؛ زادهٔ ۱۹ اوت ۱۹۵۵) بازیکن فوتبال اهل اتحاد جماهیر شوروی سوسیالیستی است.
از باشگاه‌هایی که در آن بازی کرده‌است می‌توان به باشگاه فوتبال اوورلا اوژهورود اشاره کرد.